# Neulingen
Neulingen település Németországban, azon belül Baden-Württembergben. Lakosainak száma 6709 fő (2023. december 31.).

## Népesség
A település népessége az elmúlt években az alábbi módon változott:
| Lakosok száma | 4005 | 6615 | 6595 | 6734 | 6703 | 6670 | 6711 | 6709 |
|               | 1975 | 2010 | 2014 | 2017 | 2019 | 2021 | 2022 | 2023 |